# تپه اولنگی (۱)
تپه اولنگی (۱) مربوط به عصر مفرغ - عصر آهن است و در شهرستان جاجرم، بخش مرکزی، دهستان گلستان، ۳ کیلومتری شرق روستای دشت واقع شده و این اثر در تاریخ ۷ اسفند ۱۳۸۶ با شمارهٔ ثبت ۲۱۲۹۷ به‌عنوان یکی از آثار ملی ایران به ثبت رسیده است.